# De Kooi (Smallingerland)
De Kooi  (Fries: De Koai) is een buurtschap in de gemeente Smallingerland, in de Nederlandse provincie Friesland. De Kooi ligt net ten zuidwesten van Oudega aan de weg De Koai. De buurtschap is ontstaan op de plek van een eendenkooi in de Gaasterpolder.
Steden, dorpen en gehuchten: Boornbergum · De Tike · De Veenhoop · De Wilgen · Drachten · Drachtstercompagnie · Goëngahuizen · Houtigehage · Kortehemmen · Nijega · Opeinde · Oudega · Rottevalle · Smalle Ee

Buurtschappen: Buitenstverlaat · De Gaasten · De Kooi · Egbertsgaasten · Hooidammen · Luchtenveld · Middelburen · Noorderend · Opperburen · Siteburen · Uiteinde · Wierren · Zandburen · Zuidereind 

Friesland: Steden en dorpen      Nederland: Provincies · Gemeenten